# Johannes XI
Johannes XI, född 910 i Rom, var påve från mars 931 till december 935.

## Biografi
Johannes var son till Marozia, men vem fadern var råder det ingen enighet om. Vid Johannes födelse var modern gift med greven av Tusculum, Alberik I av Spoleto, men enligt både Liber Pontificalis och Liutprand av Cremona var Johannes egentligen naturlig son till påve Sergius III; Liber Pontificalis skriver Johannes, natione Romanus ex patre Sergio papa. Ferdinand Gregorovius, Philip Schaff, Ernst Dümmler, med flera uppger Sergius som far till Johannes. Om detta skulle vara sant, innebär det att Johannes är den ende påve som varit utomäktenskaplig son till en påve; påve Silverius var född inom äktenskapen som son till påve Hormisdas. Å andra sidan bestrids uppgiften av bland andra Ludovico Antonio Muratori, Karl Josef von Hefele och Horace Kinder Mann, vilka vidhåller att Johannes var född som äkta son till Alberik.
Modern Marozia var Roms egentliga härskare, och hon intrigerade för att få sin son till den Heliga stolen, och uppfostrade sin son för denna uppgift. Han var vid påvevalet kardinalpräst av Santa Maria in Trastevere, och valdes till påve i mars år 931.
Han stod omedelbart under inflytande av Roms Senatrix et Patricia. För att skaffa sig ännu mera makt, gifte modern om sig med sin svåger Hugo av Provence, vilket visade sig vara ett misstag. Hennes nye make var så tyrannisk att romarna vände sig emot paret, och ställde sig bakom påven Johannes yngre bror Alberik II av Spoleto som störtade sin moder och blev själv härskare över Rom. Johannes fick dela sin moders skuld inför sin bror, och förlorade all jurisdiktion utom den rent andliga, såväl inom politiken som inom kyrkan. Brodern Alberik blev därmed den som sände palliet till patriarken av Konstantinopel och ärkebiskopen av Reims.
Johannes pontifikat var en förödmjukelse utan gräns, men han gav också privilegier till kongregationen i Cluny, en gren av benediktinorden, vilken postumt gav honom upprättelse eftersom den varit avgörande i senare reformeringar av kyrkan.